# 奇瑞艾瑞澤3
奇瑞艾瑞澤3是中國汽車製造商奇瑞生產的一款次緊湊型轎車。

## 簡介
奇瑞艾瑞澤3實際上是奇瑞E3的改款版，在2014年以艾瑞澤3冠軍版概念車在廣州國際車展上展出，並於同年年尾亮相。艾瑞澤3的定位是代替奇瑞風雲2，並置於艾瑞澤5之下，售價並定在6萬至8萬元人民幣。

## 圖集

前
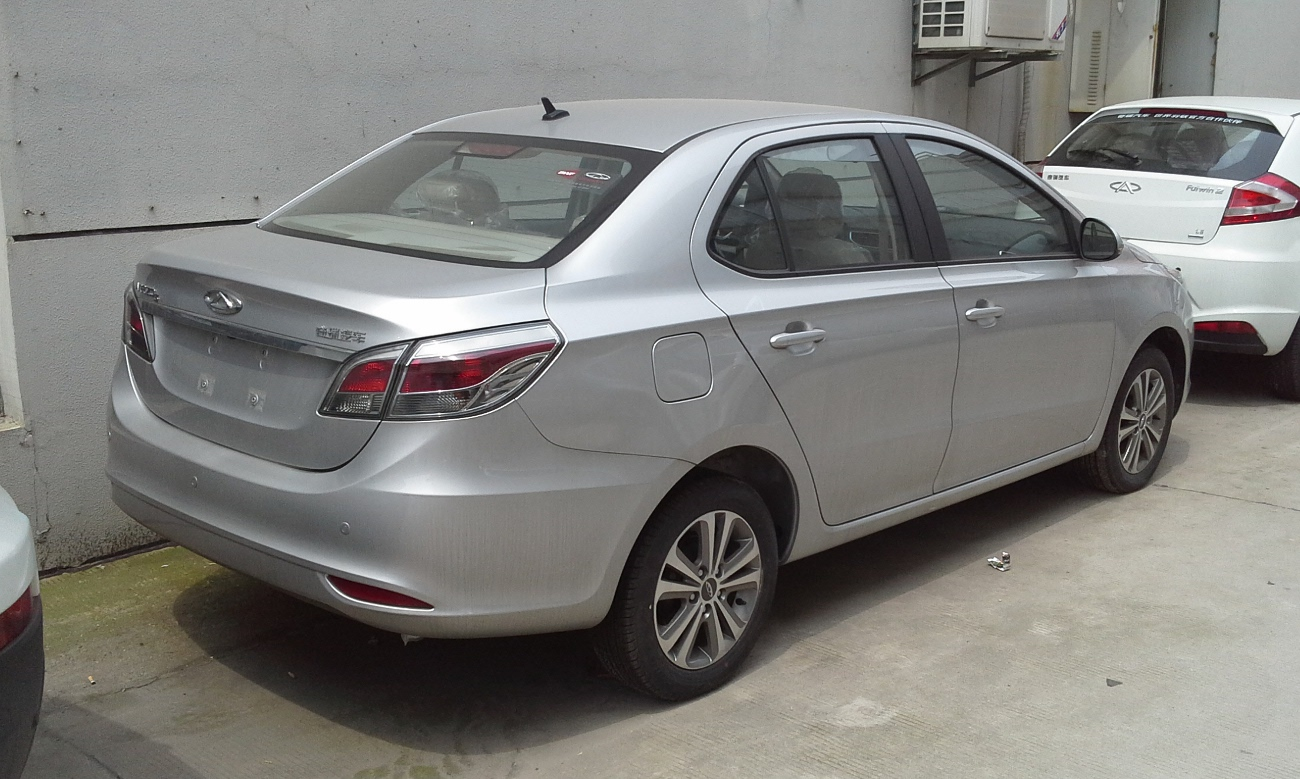
後視圖
低配版

## 來源
维基共享资源上的相關多媒體資源：奇瑞艾瑞澤3
1. ↑  2014廣州車展：奇瑞推艾瑞澤3冠軍版
2. ↑  .   [2020-03-30]. （原始内容存档于2019-07-23）.
3. ↑  .   [2020-03-30]. （原始内容存档于2019-07-23）.